# Lumpkin
Lumpkin è una città degli Stati Uniti d'America, situata in Georgia, nella Contea di Stewart, della quale è il capoluogo.